# Persone di nome Salvador
| Questa pagina contiene informazioni ricavate automaticamente dalle voci biografiche con l'ausilio del template Bio e di un bot. L'aggiornamento è periodico e automatico e ricostruisce completamente la pagina. Se manca una persona in questa lista, sei pregato di non aggiungerla, ma accertati piuttosto che la sua voce biografica contenga il template Bio e che i dati anagrafici siano correttamente compilati. Se il template Bio manca, inseriscilo tu stesso o, in alternativa, metti l'avviso {{tmp\|Bio}} che ne segnala la mancanza. Se i dati riportati sono sbagliati, correggi direttamente la voce biografica; le modifiche saranno visibili in questa lista entro pochi giorni. Per chiarimenti vedi il progetto antroponimi. La lista contiene solo le 99 persone che sono citate nell'enciclopedia e per le quali è stato implementato correttamente il template Bio. Pagina aggiornata al 6 mag 2025. |

Questa è una lista di persone presenti nell'enciclopedia che hanno il nome Salvador, suddivise per attività principale.

## Allenatori di calcio(5)
- Salvador Mariona, allenatore di calcio e ex calciatore salvadoregno (Santa Tecla, n. 1943)
- Salvador Artigas, allenatore di calcio e calciatore spagnolo (Barcellona, n. 1913 - Benidorm, † 1997)
- Salva Ballesta, allenatore di calcio e ex calciatore spagnolo (Saragozza, n. 1975)
- Salvador Díaz Iraola, allenatore di calcio spagnolo (San Sebastián, n. 1889)
- Salvador González Marco, allenatore di calcio, dirigente sportivo e ex calciatore spagnolo (Valencia, n. 1963)

## Allenatori di pallacanestro(2)
- Salvador Guardia, allenatore di pallacanestro, dirigente sportivo e ex cestista spagnolo (Valencia, n. 1974)
- Salva Maldonado, allenatore di pallacanestro spagnolo (Barcellona, n. 1959)

## Anarchici(1)
- Salvador Puig Antich, anarchico spagnolo (Barcellona, n. 1948 - Barcellona, † 1974)

## Architetti(2)
- Salvador Vinyals i Sabaté, architetto spagnolo (Barcellona, n. 1847 - Barcellona, † 1926)
- Salvador Valeri, architetto spagnolo (Barcellona, n. 1873 - † 1954)

## Astronomi(1)
- Salvador Sánchez, astronomo spagnolo

## Attori(1)
- Salvador Pineda, attore messicano (Chuparosa, n. 1952)

## Avvocati(1)
- Salvador Allende Castro, avvocato e politico cileno (Valparaíso, n. 1871 - † 1932)

## Bibliografi(1)
- Salvador Miranda, bibliografo, bibliotecario e storico cubano (L'Avana, n. 1939 - Miami Beach, † 2024)

## Botanici(1)
- Salvador Rivas Martínez, botanico, alpinista e insegnante spagnolo (Madrid, n. 1935 - Pozuelo de Alarcón, † 2020)

## Calciatori(30)
- Salvador Agra, calciatore portoghese (Vila do Conde, n. 1991)
- Salvador Arqueta, calciatore spagnolo (Erandio, n. 1914 - Erandio, † 1981)
- Salvador Cabañas, ex calciatore paraguaiano (Asunción, n. 1980)
- Salvador Cabezas, ex calciatore salvadoregno (San Salvador, n. 1947)
- Salvador Cabrera, ex calciatore messicano (Città del Messico, n. 1973)
- Salvador Carmona, ex calciatore messicano (Città del Messico, n. 1975)
- Salvador Coreas, calciatore salvadoregno (San Miguel, n. 1984)
- Salvador Farfán, calciatore messicano (n. 1932 - † 2023)
- Salvador Ferrer, calciatore spagnolo (Sant Joan Samora, n. 1998)
- Salvador Flores, calciatore paraguaiano (n. 1906)
- Salvador Ginel, ex calciatore argentino (San Miguel de Tucumán, n. 1938)
- Salvador Gualtieri, calciatore e allenatore di calcio argentino (Buenos Aires, n. 1917 - Roma, † 1998)
- Salvador Ichazo, calciatore uruguaiano (San José de Mayo, n. 1992)
- Salvador Mariscal, calciatore messicano (Torreón, n. 2003)
- Salvador Martins, ex calciatore portoghese (Trafaria, n. 1932)
- Salvador Monzó, calciatore spagnolo (Valencia, n. 1921 - † 1985)
- Salvador Mota, calciatore messicano (Guadalajara, n. 1922 - Città del Messico, † 1986)
- Salva Chamorro, ex calciatore spagnolo (Orihuela, n. 1990)
- Salvador Reyes Chávez, calciatore messicano (Taxco de Alarcón, n. 1998)
- Salvador Reyes, calciatore messicano (Guadalajara, n. 1936 - Guadalajara, † 2012)
- Salvador Reynoso, ex calciatore argentino (General Rodríguez, n. 1987)
- Salvador Rodríguez, calciatore messicano (Morelia, n. 2001)
- Salva Ruiz, calciatore spagnolo (Albal, n. 1995)
- Salvador Sadurní, ex calciatore spagnolo (L'Arboç del Penedés, n. 1941)
- Salvador García, ex calciatore spagnolo (Sant Adrià de Besòs, n. 1961)
- Salvador Serer, calciatore spagnolo (Valencia, n. 1922 - † 2009)
- Salva Sevilla, calciatore spagnolo (Berja, n. 1984)
- Salvi Sánchez, calciatore spagnolo (Sanlúcar de Barrameda, n. 1991)
- Salvador Sánchez, calciatore argentino (Tres Algarrobos, n. 1995)
- Salvador Villalba, calciatore paraguaiano (n. 1924 - † 2021)

## Cantanti(1)
- Salvador Sobral, cantante portoghese (Lisbona, n. 1989)

## Cardinali(1)
- Salvador Casañas y Pagés, cardinale e vescovo cattolico spagnolo (Barcellona, n. 1834 - Barcellona, † 1908)

## Cestisti(2)
- Salvador Dijols, cestista portoricano (Ponce, n. 1938 - Río Piedras, † 2010)
- Salva Díez, ex cestista spagnolo (Albelda de Iregua, n. 1963)

## Ciclisti su strada(3)
- Salvador Botella, ciclista su strada spagnolo (Almussafes, n. 1929 - Riba-roja de Túria, † 2006)
- Salvador Cardona, ciclista su strada spagnolo (Alfauir, n. 1901 - Pau, † 1985)
- Salvador Molina, ciclista su strada spagnolo (Villanueva de Castellón, n. 1914 - Xicotepec, † 1982)

## Compositori(1)
- Salvador Bacarisse, compositore spagnolo (Madrid, n. 1898 - Parigi, † 1963)

## Diplomatici(1)
- Salvador de Madariaga, diplomatico, politico e scrittore spagnolo (La Coruña, n. 1886 - Locarno, † 1978)

## Fumettisti(1)
- Salvador Larroca, fumettista spagnolo (Valencia, n. 1964)

## Generali(2)
- Salvador Alvarado, generale e politico messicano (Culiacán, n. 1880 - Tenosique, † 1924)
- Salvador Castaneda Castro, generale e politico salvadoregno (Chalchuapa, n. 1888 - San Salvador, † 1965)

## Geologi(1)
- Salvador Ordóñez Delgado, geologo spagnolo (Lena, n. 1946)

## Giocatori di baseball(1)
- Salvador Pérez, giocatore di baseball venezuelano (Valencia, n. 1990)

## Liutai(1)
- Salvador Ibáñez, liutaio spagnolo (Valencia, n. 1854 - † 1920)

## Medici(2)
- Salvatore Luria, medico, genetista e biologo italiano (Torino, n. 1912 - Lexington, † 1991)
- Salvador Mazza, medico e batteriologo argentino (Buenos Aires, n. 1866 - Monterrey, † 1946)

## Militari(1)
- Salvador Fidalgo, militare e esploratore spagnolo (La Seu d'Urgell, n. 1756 - Tacubaya, † 1803)

## Nobili(1)
- Salvador Bermúdez de Castro, nobile, poeta e diplomatico spagnolo (Jerez de la Frontera, n. 1817 - Roma, † 1883)

## Nuotatori(2)
- Salvador Gordo, nuotatore angolano (Luanda, n. 2003)
- Salvador Vilanova, ex nuotatore salvadoregno (San Salvador, n. 1952)

## Pallanuotisti(2)
- Salvador Amêndola, pallanuotista brasiliano (Rio de Janeiro, n. 1906 - Rio de Janeiro, † 1976)
- Salvador Gómez, ex pallanuotista spagnolo (Santander, n. 1968)

## Pallavolisti(1)
- Salvador Hidalgo, pallavolista cubano (Leningrado, n. 1985)

## Pediatri(1)
- Salvador Minuchin, pediatra, psichiatra e psicoterapeuta argentino (San Salvador, n. 1921 - † 2017)

## Piloti automobilistici(1)
- Salvador Durán, pilota automobilistico messicano (Città del Messico, n. 1985)

## Piloti motociclistici(1)
- Salvador Cañellas, ex pilota motociclistico e ex pilota di rally spagnolo (Santa Oliva, n. 1944)

## Pittori(4)
- Salvador Abril y Blasco, pittore spagnolo (Valencia, n. 1862 - Valencia, † 1924)
- Salvador Sánchez Barbudo, pittore spagnolo (Jerez de la Frontera, n. 1857 - Roma, † 1917)
- Salvador Dalí, pittore, scultore e scrittore spagnolo (Figueres, n. 1904 - Figueres, † 1989)
- Salvador Viniegra, pittore spagnolo (Cadice, n. 1862 - Madrid, † 1915)

## Poeti(2)
- Salvador Espriu, poeta, scrittore e drammaturgo spagnolo (Santa Coloma de Farners, n. 1913 - Barcellona, † 1985)
- Salvador Rueda, poeta e giornalista spagnolo (Benaque, n. 1857 - Malaga, † 1933)

## Politici(6)
- Salvador Allende, politico cileno (Santiago del Cile, n. 1908 - Santiago del Cile, † 1973)
- Salvador Illa, politico spagnolo (La Roca del Vallès, n. 1966)
- Salvador Jovellanos, politico paraguaiano (Asunción, n. 1833 - Buenos Aires, † 1881)
- Salvador Laurel, politico filippino (Paco, n. 1928 - Atherton, † 2004)
- Salvador de la Plaza, politico e sindacalista venezuelano (Caracas, n. 1896 - Caracas, † 1970)
- Salvador Sánchez Cerén, politico salvadoregno (Quezaltepeque, n. 1944)

## Presbiteri(1)
- Salvador Freixedo, presbitero e parapsicologo spagnolo (O Carballiño, n. 1923 - † 2019)

## Principi(1)
- Salvador de Iturbide y Marzán, principe messicano (Città del Messico, n. 1849 - Ajaccio, † 1895)

## Pugili(1)
- Salvador Sánchez, pugile messicano (Santiago Tianguistenco, n. 1959 - Queretaro, † 1982)

## Registi(1)
- Salvador Calvo, regista spagnolo (Madrid, n. 1970)

## Scultori(1)
- Salvador Gurri, scultore spagnolo (Barcellona, n. 1749 - Barcellona, † 1819)

## Sindacalisti(1)
- Salvador Seguí, sindacalista e anarchico spagnolo (Lleida, n. 1887 - Barcellona, † 1923)

## Sociologi(1)
- Salvador Giner, sociologo spagnolo (Barcellona, n. 1934 - Barcellona, † 2019)

## Teologi(1)
- Salvador Pié-Ninot, teologo spagnolo (Barcellona, n. 1941)

## Tuffatori(1)
- Salvador Sobrino, tuffatore messicano (n. 1959)

## Vescovi cattolici(4)
- Salvador Cristau Coll, vescovo cattolico spagnolo (Barcellona, n. 1950)
- Salvador Giménez Valls, vescovo cattolico spagnolo (Muro de Alcoy, n. 1948)
- Salvador Lazo Lazo, vescovo cattolico filippino (Faire, n. 1918 - Manila, † 2000)
- Salvador Montes de Oca, vescovo cattolico venezuelano (Carora, n. 1895 - Montemagno di Camaiore, † 1944)

## Wrestler(2)
- Chavo Classic, wrestler statunitense (El Paso, n. 1949 - El Paso, † 2017)
- Gory Guerrero, wrestler statunitense (Ray, n. 1921 - El Paso, † 1990)